# Formica adamsi
Formica adamsi is een mierensoort uit de onderfamilie van de schubmieren (Formicinae). De wetenschappelijke naam van de soort werd voor het eerst geldig gepubliceerd in 1909 door William Morton Wheeler.